# Phyllophaga euryaspis
Phyllophaga euryaspis är en skalbaggsart som beskrevs av Bates 1888. Phyllophaga euryaspis ingår i släktet Phyllophaga och familjen Melolonthidae. Inga underarter finns listade i Catalogue of Life.